# 能代市立第五小学校
能代市立第五小学校（のしろしりつ だいごしょうがっこう）は、秋田県能代市鰄渕にある公立小学校である。
校名に「第五」とあるが、現在能代市内に第一から第三の小学校は存在せず、第四、第五小学校のみ校名に数字が附番されている。
2019年4月1日に能代市立鶴形小学校、能代市立崇徳小学校と統合して新制・能代市立第五小学校となった。

## 沿革
以下、注釈の無い項目は学校の公式サイトの情報によるもの。
- 1868年5月24日 - 「扇寿学校」として開校。
- 1882年4月 - 霧山小学校分校となる。
- 1888年4月 - 鶴形尋常小学校分校となる。
- 1892年4月11日 - 「扇淵小学校」として独立。
- 1920年4月 - 高等科を併設。
- 1941年4月1日 - 「扇淵国民学校」と改称。
- 1947年
  - 3月 - 現在地に校舎を新築移転。
  - 4月 - 「能代市立扇渕小学校」と改称。
- 1950年5月17日 - 体操場を新築。
- 1954年5月 - 第1期となる校舎増築工事が竣工。
- 1955年
  - 4月1日 - 「能代市立第五小学校」と改称。
  - 5月 - 第2期となる校舎増築工事が竣工。
  - 5月24日 - 校歌制定。
  - 6月24日 - 校章制定。
- 1961年5月18日 - 校舎が火災により一部焼失。
- 1964年9月 - プール竣工。
- 1967年10月9日 - 完全給食を実施。
- 1968年9月9日 - 東部小中学校給食センターが発足。
- 1993年9月23日 - 校舎、体育館、給食センター調理場が火災により焼失。
- 1994年12月1日 - 東部小中学校給食共同調理場が竣工。
- 1995年
  - 3月10日 - 新体育館が竣工。
  - 10月30日 - 新校舎が竣工。
  - 12月2日 - 新校舎竣工記念式典挙行。
- 1996年4月30日 - グラウンド竣工。
- 1997年3月14日 - 校訓制定。
- 2013年7月1日 - 新プール竣工。
- 2019年4月1日 - 鶴形小学校、崇徳小学校と統合して新制・第五小学校となる。

## 校歌
- 作詞：竹内 暎二郎
- 作曲：大山 会三郎